# 三里村 (高知県)
三里村（みさとむら）は、高知県長岡郡にあった村。現在の高知市の南東端、浦戸湾の東岸にあたる。

## 地理
- 海洋：土佐湾、浦戸湾
- 山岳：大畑山、大平山
- 湖沼：住吉池

## 歴史
- 1889年（明治22年）4月1日 - 町村制の施行により、種崎村・仁井田村・池村の区域をもって発足。
- 1942年（昭和17年）6月1日 - 高知市に編入。同日三里村廃止。